# Štír bahijský
Štír bahijský (Tityus bahiensis) je jeden z nejjedovatějších štírů na světě. Vyskytuje se v Brazílii, Argentině a v Paraguayi. Jeho bodnutí nevyvolává téměř žádnou reakci v místě vpichu, přesto bývá často smrtelné. Stejně nebezpečný je štír samičí (Tityus serrulatus). Dorůstá rozměrů 5,5–6,5 cm. Může mít 32–82 mláďat. Dospívá po pátém svleku. Dožívá se 21–37 měsíců. Protijed vyrábí institut Butantan v São Paulu.